# Carl Gottlieb
Carl Gottlieb (ur. 18 marca 1938 w Nowym Jorku) – amerykański scenarzysta i reżyser filmowy. 
Współtwórca scenariusza filmu Szczęki (wraz z Peterem Benchleyem) i współreżyser Amazonek z Księżyca.